# Castillo de Eramprunyá
El castillo de Eramprunyá (en catalán castell d'Eramprunyà) se encuentra en el término municipal de Gavá en la comarca catalana del Bajo Llobregat.

## Historia
Fue la sede de un término (el término del castillo de Eramprunyá) en época medieval que llegó a controlar los actuales territorios de Gavá, Begas, Castelldefels, San Clemente de Llobregat, Viladecans y una parte de San Baudilio de Llobregat.
Construido como parte del sistema defensivo de la frontera entre al-Ándalus y el Imperio carolingio y como sede de control político y económico y militar en la zona entre el Garraf y el Llobregat, fue propiedad de los condes de Barcelona. En el siglo XIV fue adquirido por los March, familia de caballeros y poetas. Durante las guerras remensas del siglo XV el castillo queda muy dañado. Aun así, se suceden diferentes familias en la posesión del castillo y la baronía de Eramprunyá, hasta que a finales del siglo XIX es adquirido por Manuel Girona i Agrafel.

## Descripción
Los restos del castillo de Eramprunyá están ubicados en la cima de una montaña entre acantilados con magníficas vistas del delta del Llobregat y parte del Garraf. El conjunto consta de tres recintos fortificados: el soberano o superior situado a 402 metros de altitud (donde están las ruinas del castillo-palacio gótico), el jussà situado a 392 m (donde se encuentra la ermita de San Miguel de Eramprunyá de estilo románico, aunque transformada) y el exterior a 319 m (donde se pueden ver una parte importante de la antigua muralla).

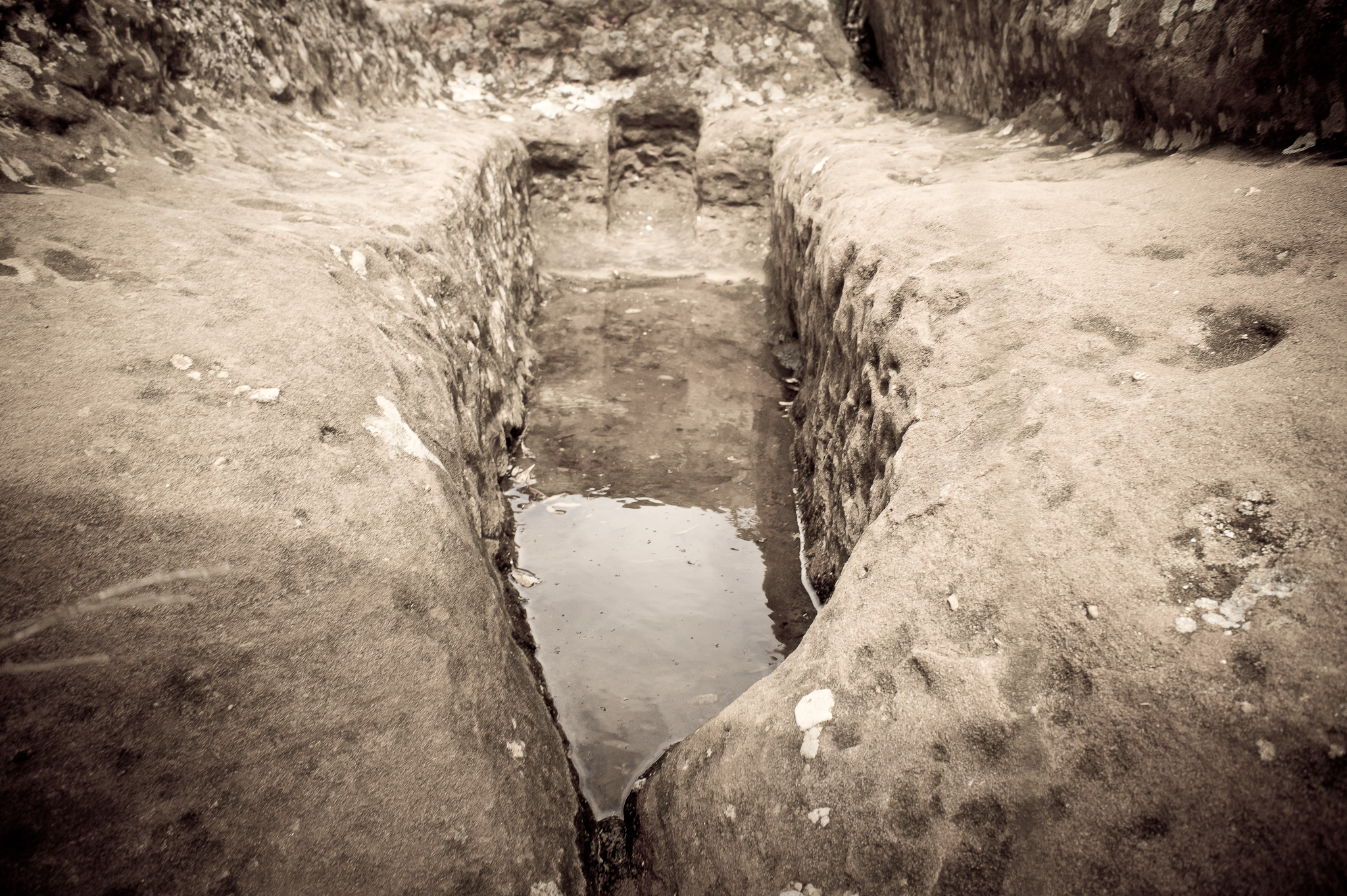
Detalle de una de las tumbas antropomorfas del castillo

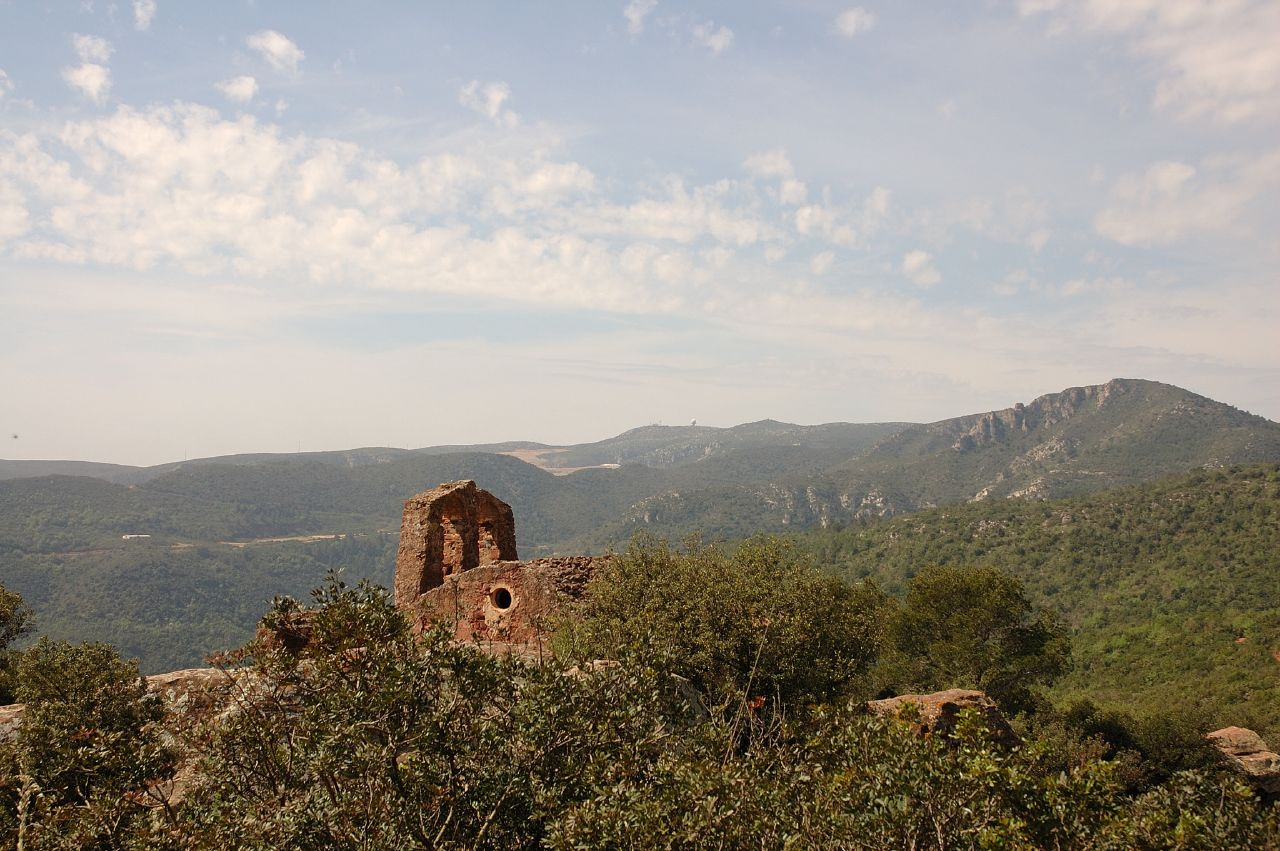
Ermita de Sant Miquel de Eramprunyá

En el recinto soberano, está rodeado por muros que en muchos tramos tenía 50 cm de espesor hechos con pequeños sillares, se accedía a través de un puente de piedra (actualmente se realiza por una pasarela de madera). El baluarte que defendía el portal tiene un espesor de 90 cm al paramento más meridional. El castillo es citado por primera vez en el año 957.
La ermita de Sant Miquel de Eramprunyá tiene dos partes: una románica (el ábside y el presbiterio), del siglo XII, y una de renacentista, del 1509 (la nave, el coro y la portada). Alrededor de la ermita se pueden ver tumbas antropomorfas y también una inscripción en la roca realizada por Jaume March I, señor de Eramprunyá, en el siglo XIV.